# Proza chłopska (radziecka)
Proza chłopska – związany z życiem chłopstwa jeden z nurtów literatury rosyjskiej przedwojennego okresu radzieckiego.
Zalicza się do tego nurtu twórczość takich pisarzy, jak Wsiewołod Iwanow, Leonid Leonow, Aleksandr Niewierow, Borys Pilniak, Lida Sejfullina, Iwan Katajew, Fiodor Panfiorow, Alieksiej Czapygin, Aleksiej Nowikow-Priboj, Alieksiej Dorogojczenko, Michaił Karpow, Nikołaj Koczin, Jakow Korobow, Alieksiej Twieriakow, Piotr Zamojski, Siergiej Żdanow, Siemion Babajewski. Nurtem związanym tematycznie była poezja chłopska z jej czołowym przedstawicielem, Siergiejem Jesieninem.
Twórczość tego nurtu została dość szybko podporządkowana Ogólnozwiązkowemu Stowarzyszeniu Pisarzy Chłopskich (Всесоюзное объединение крестьянских писателей), będącego agendą RAPP, poprzednika Związku Pisarzy ZSRR, była także w polu zainteresowania partii bolszewików.
W polskiej historiografii literatury rosyjskiej nurt ten traktuje się jako część radzieckiej prozy wiejskiej, natomiast historiografia rosyjska wyraźnie odróżnia i traktuje oddzielnie oba pojęcia.